# Bienvenido Tantoco sr.
Bienvenido "Benny" R. Tantoco sr. (Malolos, 7 april 1921 – 6 juli 2021) was een Filipijns ondernemer en voormalig ambassadeur bij het Vaticaan. Tandoco sr. en zijn vrouw zijn de oprichters van Rustan Commercial Corporation. In 2012 werd zijn vermogen door Forbes geschat op $195 miljoen. Hiermee stond hij de 36e plek van de lijst van rijkste mensen in de Filipijnen.

## Biografie
Bievenido Tantoco werd geboren op 7 april 1921 in Malolos in de Filipijnse provincie Bulacan en is van deels Chinese afkomst. Na het voltooien van de Bulacan High School (tegenwoordig Marcelo H. del Pilar National High School) studeerde hij accountancy aan Jose Rizal College. Daar behaalde Tantoco in 1941 zijn bachelor-diploma.
Samen met zijn vrouw Gliceria Rustia startte hij in 1951 de eerste Rustan's Department Store in hun eigen woning. Rustan is een combinatie van hun beider achternamen. De winkel ontwikkelde zich na enige tijd tot een mooi vormgegeven bedrijf. Gedurende de jaren groeide het aantal filialen en werd het bedrijf het grootste warenhuis en de grootste retailer van de Filipijnen, met honderden winkels. Rustan's focust zich op luxeproducten in het dure segment van de markt, variërend van kleding en schoenen, juwelen, cosmetica tot meubels en huisinrichting. 
Het bedrijf staat bekend om hun innovaties. Ze waren de eerste in de Filipijnen met een loyalty-programma en tevens de eerste die een winkel-in-winkel concept introduceerden, waarbij in filialen van het warenhuis, ook koffieshops, bakkerijen of andere kleinere winkeltjes werden gevestigd.
Behalve topman van Rustan's was Tantoco sr. van 8 april 1983 tot 4 april 1986 Filipijns ambassadeur bij het Vaticaan. De dagelijkse leiding over de vele bedrijven binnen de keten van Rustan's ligt inmiddels in handen van Tantoco's kinderen en kleinkinderen.

## Privéleven
Bienvenido Tantoco sr. was tot haar dood getrouwd met Gliceria Rustia. Samen kregen ze vijf dochters en een zoon. Hij overleed op 6 juli 2021, een paar maanden nadat hij 100 was geworden.